# Stenodontus marginellus
Stenodontus marginellus là một loài tò vò trong họ Ichneumonidae.